# Henri Ramirez
Henri Ramirez es un lingüista  franco-brasileño, considerado uno de los investigadores más prolíficos en la lingüística de las lenguas indígenas de Sudamérica de las últimas décadas. Nacido en la Argelia francesa, Ramirez se graduó en ingeniería en la École Centrale des Arts et Manufactures en 1977. Posteriormente, se licenció y se doctoró en la Université de Provence con la tesis Le Parler Yanomamɨ des Xamatauteri. Actualmente, es profesor de la Universidad Federal de Rondônia - Campus de Guajará-Mirim.

## Publicaciones
Publicaciones seleccionadas de Henri Ramirez:

### Libros
- Enciclopédia das línguas Arawak: acrescida de seis novas línguas e dois bancos de dados (2020)
- A Língua dos Hupd'äh do Alto Rio Negro: dicionário e guia de conversação (2006)
- As línguas indígenas do Alto Madeira: estatuto atual e bibliografia básica (2006)
- Dicionário da Língua Baniwa (2001)
- Línguas Arawak da Amazônia Setentrional: Comparação e Descrição (2001)
- A Fala Tukano dos Ye'pâ-Masa, 3 volumes (1997; revisado em 2019)
- Le Bahuana: une nouvelle langue de la famille arawak (1992)

### Artículos
- Koropó, puri, kamakã e outras línguas do Leste Brasileiro (Ramirez, Vegini & França 2015)
- O warázu do Guaporé (tupi-guarani): primeira descrição linguística (Ramirez, Vegini & França 2017)

### Disertaciones
Tesis doctorales (en francés):
- Le Parler Yanomamư xamatauteri des (1994)
- Une nouvelle langue de la famille Arawak (1992)
- Aspects de la morpho-syntaxe du Yanomamư (1991)